# Чечітка (танець)

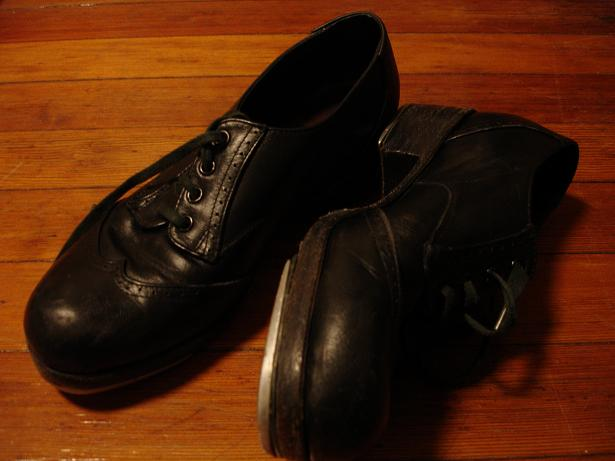
Черевики для степу

Чечі́тка (від ром. чячьо — «так»; частий вигук під час виконання) — різновид танцю. Інша назва — степ (від англ. step — «крок»). Однак у західній хореографії термін step у цьому значенні невідомий. Вживається теп (від англ. to tap, tap — «стукати», «легкий стукіт»). Характерною особливістю танцю є ритмічна ударна робота ніг. Як правило чечітка виконується у спеціальному взутті, підбитому металевими пластинами. Втім, ці металеві пластини — винахід нового часу. Засновники жанру (Білл Робінсон, Семмі Девіс молодший, брати Ніколас та інші) ними не користувалися, покладаючись на тверді підошви туфель і дубову підлогу.

## Історія
Чечітка виникла із змішання різних культур, перш за все, ірландського танцю і афро-американських танцювальних традицій.
Коріння виникнення чечітки сягає XVIII століття, коли у південних штатах Америки почали змішуватись та розвиватись скандальний негритянський танець та завезені ірландські танці. Це сприяло становленню нового стилю у танці.
Особливо популярною чечітка стала у США, де завдяки суміші численних культурних традицій на рубежі XIX — XX століть з'явився новий танець.
У 1930—1940-х роках степ став досить популярним, завдяки голлівудським музичним фільмам. Фред Астер, Пол Дрейпр, Рей Болджер внесли до чечітки елементи сучасних танців та класичного балету, додали різноманітність, збагатили естетику танцю. Природним чином мода на джаз популяризувала степ, надавши йому нового образу й складнішої ритмічної та мелодійної постановки.

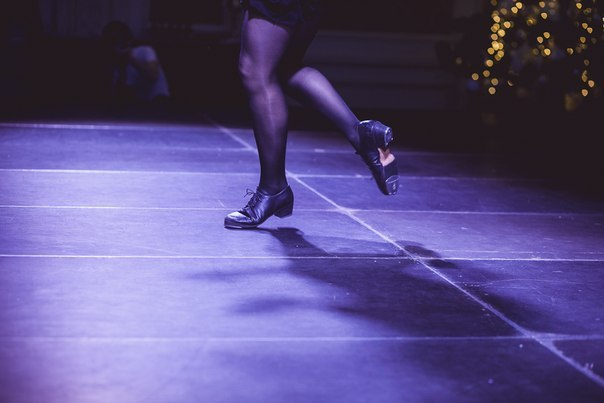
Виконання степу

У 1970-ті роки інтерес до степу відродився знову, завдяки тому що в США були відновлені старі мюзикли, почали знову відкриватися танцювальні школи. Одним із найпопулярніших у світі колективів, які виконують різновид ірландського степу (ірландський hard shoe) є група «Riverdance».
Наприкінці ХХ — початку XXI ст. степ опиняється в апогеї свого розвитку. Центром цього танцю стають США, де працюють такі метри як Ґреґорі Гайнс, Севіон Гловер, Джейсон Семюелс-Сміт і ін. На весь світ про себе заявило степ-шоу «Tap Dogs», які спробували з допомогою степ-танцю передати ритміку сучасного індустріального міста. «No Maps on My Taps», документальний фільм 1979 року, нагороджений «Еммі», сприяв відродженню степу. Ще більше посилив його популярність успіх анімаційного фільму «Happy Feet» 2006 року. Національний день степу в США (англ. National Tap Dance Day), започаткований президентом Джорджем Бушем 7 листопада 1989 року, щорічно святкується 25 травня. Дата 25 травня обрана на честь дня народження видатного степіста Білла Робінсона. Видатними сучасними виконавцями чечітки також є Сара Райх, Бренда Буфаліно, Мелінда Салліван, Кларк Бразерс, Моріс Гайнс, Лавон Робінсон, Хлоя Арнольд, Мішель Дорренс, Дюлі Хілл та Дайан «Леді Ді» Вокер.
У СРСР танець був неофіційно заборонений: колосальній кількості західних фільмів про степ ми можемо протиставити лише стрічку «Зимовий вечір у Гаграх» (у головних ролях — Євген Євстигнєєв та Олександр Панкратов-Чорний). Чечітка є також у фільмах «Карнавальна ніч» і «Ми з джазу». Проте сьогодні на пострадянському просторі степ активно розвивається. Широко відомі такі московські чечіточники як Костянтин Невретдинов (виконавець степу на руках), Володимир Кірсанов, Олег Федоткін, одесити Олексій Гілко, Сергій Остапенко, Олександр Останін й інші.